# بيل كروسبي
بيل كروسبي هو سياسي أمريكي، ولد في 29 نوفمبر 1937 في تشارلستون في الولايات المتحدة. نشط حزبياً في الحزب الجمهوري. وقد انتخب عضو مجلس نواب كارولاينا الجنوبية ‏.